# Беар-Жеовресья
Беа́р-Жеовресья́ (фр. Béard-Géovreissiat), до 2008 года — Жеовресья́ (фр. Géovreissiat) — коммуна во Франции, находится в регионе Рона — Альпы. Департамент — Эн. Входит в состав кантона Нантюа. Округ коммуны — Нантюа.
Код INSEE коммуны — 01170.

## География

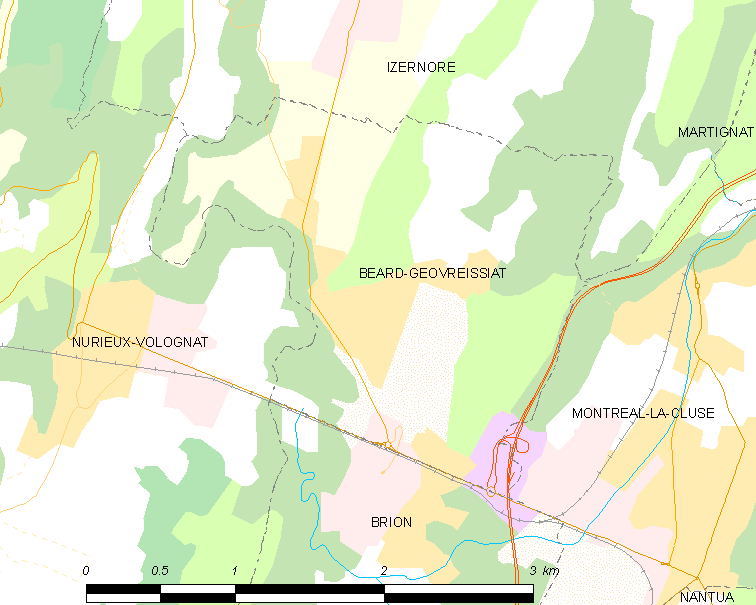
Карта коммуны

Коммуна расположена приблизительно в 390 км к юго-востоку от Парижа, в 75 км северо-восточнее Лиона, в 26 км к востоку от Бурк-ан-Бреса.
По территории коммуны протекает река Уаньен.

## Климат
Климат полуконтинентальный с холодной зимой и тёплым летом. Дожди бывают нечасто, в основном летом.

## История
25 марта 1845 года от коммуны отделилась коммуна Брион. 6 октября 2008 года коммуна была переименована в Беар-Жеовресья.

## Население
Население коммуны на 2010 год составляло 925 человек.
| 1962 | 1968 | 1975 | 1982 | 1990 | 1999 | 2010 |
| ---- | ---- | ---- | ---- | ---- | ---- | ---- |
| 225  | 238  | 279  | 323  | 455  | 712  | 925  |

## Администрация
| Период | Период | Фамилия          | Партия | Примечания |
| ------ | ------ | ---------------- | ------ | ---------- |
| 1995   | 2001   | Клод Ферри       |        |            |
| 2001   | 2014   | Кристиан Изабель |        |            |
| 2014   | 2020   | Лоран Конте      |        |            |

## Экономика
В 2010 году среди 617 человек трудоспособного возраста (15—64 лет) 491 были экономически активными, 126 — неактивными (показатель активности — 79,6 %, в 1999 году было 78,5 %). Из 491 активных жителей работали 469 человек (252 мужчины и 217 женщин), безработных было 22 (8 мужчин и 14 женщин). Среди 126 неактивных 73 человека были учениками или студентами, 28 — пенсионерами, 25 были неактивными по другим причинам.